# Matas (automòbil)
Matas fou una marca catalana d'automòbils, fabricats a Barcelona entre 1917 i 1921 per l'empresa Matas y Cía, propietat de Joaquim Matas. Les primeres dues unitats varen ser construïdes a la fàbrica tèxtil de Matas, al número 2 del carrer Guadalajara de Barcelona (on encara romanien els telers), però la producció en sèrie es va fer en una petita factoria ubicada al número 257 del carrer Sardenya.
El 1921, Matas va decidir d'abandonar la fabricació d'automòbils i centrar-se de nou en la seva fàbrica tèxtil, de manera que va arribar a un acord amb la firma Stevenson, Romagosa y Cía (S.R.C.) pel qual els cedí les patents del seu cotxe i bona part de la maquinària útil per a la seva fabricació.

## Història
Joaquim Matas, enginyer industrial afeccionat a l'automòbil, era el propietari de la societat tèxtil Matas y Cía. El 1917 va decidir de passar a la fabricació d'automòbils, començant per un d'esportiu i orientat a la família, més gran que els aleshores habituals autocicles. Les primeres unitats es varen equipar amb motors suïssos MAG de quatre cilindres i anglesos Dorman de dos, ambdós de 1.100 cc, i més tard es va passar a muntar els Continental americans de quatre cilindres i 1.500 cc. Normalment, els cotxes es lliuraven en versió "Torpede" o Cabriolet.
La principal singularitat dels Matas radicava en el seu sistema de suspensió anterior. El xassís es recolzava només en tres punts: una ballesta anterior es recolzava sobre un pivot central al davant i a sobre del radiador, mentre la part inferior es fixava a l'eix anterior. Aquest sistema provocava una forta oscil·lació i sensació de fragilitat, fins al punt que en esdevenir el cotxe "S.R.C.", feu furor l'acudit que les noves sigles significaven "Se Rompen Corriendo" ("es trenquen corrents" en castellà).